# Portnahaven School

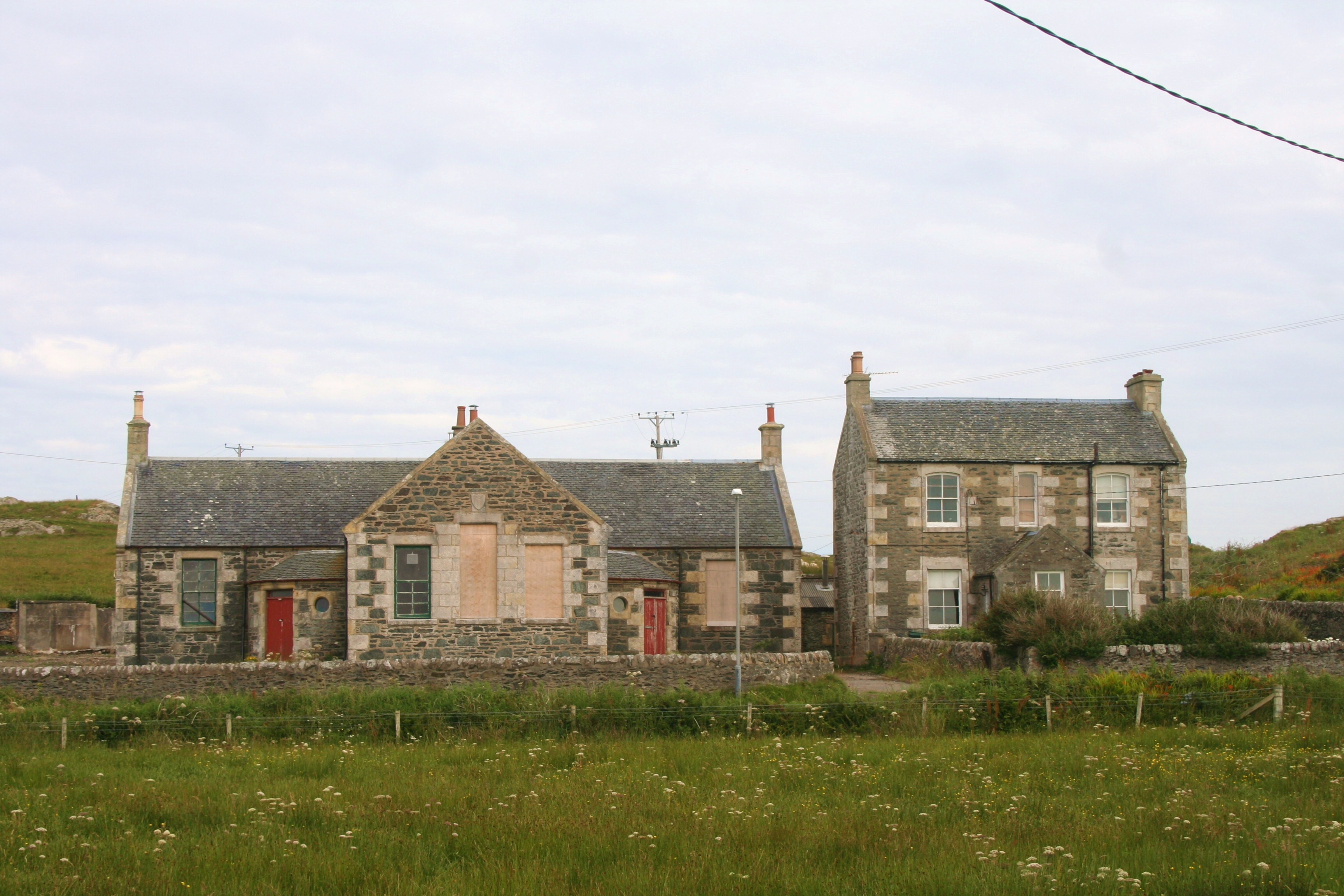
Portnahavan Primary School (2011)

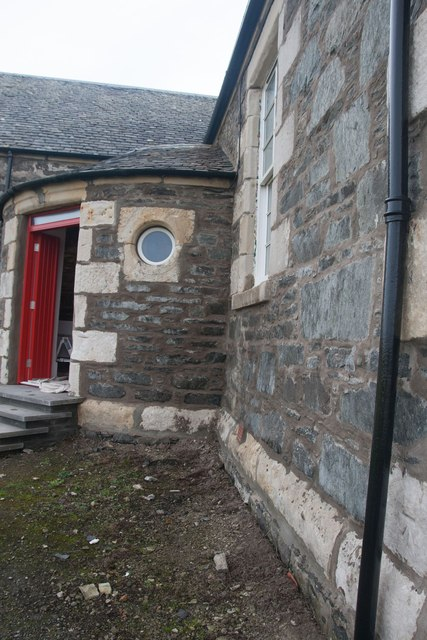
Eine der Schultüren (2014)

Portnahaven School ist ein Schulgebäude  auf der schottischen Hebrideninsel Islay. Es befindet sich etwa 300 m östlich von Portnahaven und 400 m nordöstlich von Port Wemyss im Süden der Halbinsel Rhinns of Islay. Am 26. Januar 1971 wurde die Portnahaven School in die britischen Denkmallisten in der Kategorie B aufgenommen.

## Beschreibung
Die im Jahre 1878 fertiggestellte Portnahaven School liegt isoliert südlich der A847, die Bridgend mit Portnahaven verbindet. Sie besteht aus zwei getrennten Gebäuden. Das einstöckige Schulgebäude besitzt einen länglichen, in Nord-Süd-Richtung verlaufenden Trakt, aus welchem mittig ein kurzer Flügel in westlicher Richtung heraustritt. Der Haupttrakt ist mit insgesamt zehn Fenstern ausgestattet, von denen sich zwei symmetrisch an der Vorderfront, vier an der rückwärtigen Seite und jeweils ein Paar an den beiden Stirnseiten befinden. Zwei rote, hölzerne Eingangstüren führen in das Gebäude. Diese sind in den Winkeln zwischen Haupttrakt und dem Flügel angebracht und stellen einzelne Eingänge für Schüler der beiden Geschlechter dar. Der Flügel selbst ist entlang der Front mit drei schmalen Fenstern und an den Seiten mit jeweils einem ausgestattet. Beide Teile des Gebäudes schließen mit Satteldächern ab. Das Gebäude ist aus Bruchstein gebaut und an den Kanten mit behauenen Quadern abgeschlossen.
Das zweite Gebäude ist zweistöckig und entspricht bezüglich der Bauart dem ersten. In die Vorderfront sind symmetrisch fünf Fenster eingelassen; an der Südfront ein weiteres. Auch dieses Gebäude besitzt einen einstöckigen, in westlicher Richtung weisenden Vorbau, an dem seitlich die Eingangstür sowie giebelseitig ein Fenster zu finden ist. Beide Gebäude sind mit Schieferschindeln gedeckt.